# Коморовский, Павел
Павел Коморовский (пол. Paweł Komorowski; 14 августа 1930, Варшава — 28 ноября 2011, Закопане) — польский кинорежиссёр
 и сценарист.

## Биография
В 1951 году окончил факультет истории искусств Ягеллонского университета, в 1955 году — режиссёрский факультет Государственной киношколы в Лодзи. В начале карьеры сотрудничал с Ежи Кавалеровичем.
Режиссёр и сценарист 22-х полнометражных кинофильмов и телесериалов.

## Избранная фильмография
- 1956: Конец ночи / Koniec nocy
- 1960: Стеклянная гора / Szklana góra
- 1962: Красные береты / Czerwone berety
- 1964: Pięciu
- 1965: Sobótki
- 1966: Стена ведьм / Ściana Czarownic
- 1967: Явка на Сальваторе / Stajnia na Salvatorze
- 1968: Последний после Бога / Ostatni po Bogu
- 1969: Приключения пана Михала / Przygody pana Michała (сериал)
- 1970: Убежище / Przystań
- 1971: Бриллианты пани Зузы / Brylanty pani Zuzy
- 1971: Gwiazda wytrwałości
- 1971: Кошачьи следы / Kocie ślady
- 1976: Птицы, птицам… / Ptaki, ptakom…
- 1977: Шарада / Szarada
- 1979: Элегтя / Elegia
- 1980: Миссия / Misja
- 1984: Глаз пророка / Oko proroka (сериал)
- 1984: Проклятый глаз пророка /Przeklęte oko proroka
- 1998: Сизифов труд / Syzyfowe prace (сериал)